# MC Serginho & Lacraia
MC Serginho & Lacraia foi uma dupla de funk carioca originada na Favela do Jacarezinho, Rio de Janeiro. Serginho e Lacraia tornaram-se conhecidos ao emplacar o hit "Égua Pocotó". A dupla era formada pelo cantor, DJ, produtor e compositor brasileiro Sérgio Braga Manhães (Rio de Janeiro, 8 de janeiro de 1957), o MC Serginho, e pelo dançarino, comediante, DJ e cantor brasileiro Marco Aurélio da Silva (Birigui, 19 de maio de 1977 – Rio de Janeiro, 10 de maio de 2011), a Lacraia.
Criados no Jacarezinho, se conheceram na quadra do Salgueiro ainda nos anos 2000, e tornaram-se amigos. A dupla obteve reconhecimento na indústria musical no início de 2002, com a canção "Vai Serginho!", composição de MC Serginho que tornou-se conhecida quando cantada por participantes do Big Brother Brasil 1. Tornaram-se ainda mais conhecidos ao lançarem "Égua Pocotó", outra composição de Serginho e uma das canções mais executadas do rádio no Brasil em 2003.
O fim da dupla se deu em 2011, quando Serginho e Lacraia seguiram carreira solo. Serginho tentou carreira como DJ e cantor solo, mas não obteve sucesso. Lacraia também tentou na área de DJ, mas, assim como MC Serginho, não obteve êxito. Por fim, tentou seguir carreira como cantor, tendo gravado duas músicas para um álbum que teria seis. As últimas quatro músicas não foram gravadas devido à subsequente morte do dançarino. Marco Aurélio, a Lacraia, morreu aos 33 anos em 10 de maio de 2011. Conforme MC Serginho, a causa da morte do artista foi um enfisema pulmonar.

## Carreira

### 2002: Início e reconhecimento
Sérgio Braga Manhães, o Serginho, nasceu no Jacarezinho, bairro do Rio de Janeiro, enquanto Marco Aurélio da Silva, conhecido artisticamente como Lacraia, nasceu em Birigui, São Paulo, mas foi criado no mesmo local. Ambos se conheceram na quadra do Salgueiro na década de 2000 e tornaram-se amigos.
O reconhecimento da dupla veio no início de 2002, com a canção Vai Serginho!, que descreve uma relação sexual (originalmente a fama dessa música adveio de participantes do primeiro BBB com origem naquela cidade que cantavam a mesma em referência a um dos participantes, particularmente as moças da casa). A consagração popular veio, no entanto, com o hit Égua Pocotó, também conhecida como Eguinha Pocotó, que foi uma das canções de maior execução nos rádios do Brasil em 2003. A letra, segundo MC Serginho, seria referência a uma brincadeira com sua filha. A música pode ser interpretada ainda com conotação erótica, fato que talvez tenha auxiliado o hit a cair nas graças do público.
Ao contrário de boa parte das músicas tocadas nas grandes rádios comerciais, o funk carioca curiosamente parece não necessitar da compensação monetária fornecida às rádios conhecida como jabá, praticada por grandes gravadoras para fomentar as músicas de trabalho de seus grupos musicais. Na verdade, os grupos surgidos das próprias comunidades não têm por vezes nem sequer discos próprios, dependendo de coletâneas que trazem diversos MCs. Talvez a mais notória delas seja a série intitulada Furacão 2000. O disco Furacão 2000 Twister, contendo os sucessos "Égua Pocotó" e "Vai Lacraia" (em homenagem à dançarina que também ficou bastante conhecida) vendeu cerca de 150 mil cópias.

### 2003: Participações na televisão
Participaram de inúmeros programas televisivos, como os dominicais do Leão, na MTV e no Pânico na TV. Em fevereiro de 2003, sua participação no Domingo Legal rendeu ao programa a liderança na audiência dominical naquele horário, com 20 pontos. A eminência da dupla Serginho e Lacraia se mostra em referências que vão desde letras do compositor Carlos Careqa a até nomes de bares no Rio de Janeiro.

### 2011: Fim da dupla, morte de Lacraia e carreira solo de MC Serginho
Sérgio e Marco Aurélio anunciaram o fim da dupla em 2011. Com isso, Serginho tentara seguir carreira solo como DJ e cantor, obtendo pouca visibilidade midiática. Enquanto isso, Lacraia deu início à gravação de seu primeiro disco como cantora, ao mesmo tempo em que também tentava tocar como DJ. Algumas músicas foram gravadas, mas o projeto nunca veio a público devido à morte do dançarino. Lacraia morreu em 10 de maio de 2011, com 33 anos. Serginho revelou que a causa da morte do companheiro foi um enfisema pulmonar, embora a mídia tenha divulgado diversas outras causas.
Em 2018, Serginho fez uma apresentação que fez parte do DVD O Baile Todo, do grupo Bonde do Tigrão. Durante a apresentação, o cantor foi surpreendido enquanto cantava "Vai, Lacraia"; o dançarino Teacher se caracterizou como Marco Aurélio, a Lacraia, que morreu em 2011. MC Serginho ficou emocionado com a homenagem e cantou versos como "Ih, fudeu, a Lacraia não morreu!".

## Integrantes

### MC Serginho
Sérgio Braga Manhães nasceu na Favela do Jacarezinho, no Rio de Janeiro, em 8 de janeiro de 1957, filho de Gerusa Braga e Marcos Manhães. Criado numa família voltada culturalmente ao samba, Sérgio, embora tivesse muita ligação com o carnaval e os blocos, se interessou ainda jovem pela black music, citando o músico James Brown como um de seus ídolos.
Serginho conta que, apesar do preconceito com relação à criminalidade da região, seu avô viveu além dos cem anos, e seu pai faleceu com mais de noventa. Após o fim da dupla, teve um declínio na carreira, mesmo tendo tentado fazer apresentações.
Ainda durante a juventude, trabalhou como carregador de caixas e frentista para sustentar a família; seu pai era mecânico desempregado, enquanto sua mãe lavava roupas. Além disso, carregava bolsas na feira. Atualmente é separado e pai de uma filha. No final dos anos 1990, atuou como DJ.
Com o reconhecimento da canção "Vai, Serginho" e sua versão censurada, foi convidado por Xuxa para se apresentar. Sérgio foi homenageado pela organização não governamental AgAnim.

"Recebo muito carinho da comunidade LGBT ainda hoje e tenho muito carinho também por ela. Tanto é que nem cobro quando faço shows nas paradas gays."— MC Serginho sobre suas apresentações pela comunidade LGBT. 

### Lacraia
Marco Aurélio da Silva nasceu em Birigui, São Paulo, em 19 de maio de 1977, filho de Maria Alice da Silva. Lacraia tornou-se um símbolo do respeito e orgulho LGBT no funk carioca.
Criado na Favela do Jacarezinho, no Rio de Janeiro, trabalhou como cabeleireiro, camareiro e camelô. Na década de 1990, participou de teatro e, ao mesmo tempo, fazia performances como drag queen com o pseudônimo de Volpi Jones, uma referência à modelo, cantora e atriz jamaicana Grace Jones.
Marco foi apelidado de Lacraia devido ao seu porte físico, inicialmente de forma ofensiva. Posteriormente adotou como nome artístico. Depois, passou a ser chamado de Margareth Robocop, também devido ao porte físico e a forma de dançar. Serginho se referia a ele como Marquinho, redução de Marco, seu nome de batismo.
Nos últimos anos de vida, após o fim da dupla com Serginho, tentou carreira como DJ. Sem sucesso, passou seus últimos meses de vida fora da mídia. Lacraia lançaria seu primeiro disco como cantor, e chegou a gravar duas das seis músicas pretendidas, porém o projeto nunca foi lançado devido à sua morte, antes mesmo que as gravações fossem concluídas.
Em 2011, Marco Aurélio foi internado no Hospital Gaffrée Guinle, na Tijuca, bairro do Rio de Janeiro. Robson Almeida, agente do artista, afirmou que ele chegou a receber alta, mas voltou a ser internado na mesma época. Muito doente, conforme relata David Brazil, Lacraia morreu aos 33 anos no dia 10 de maio de 2011 no mesmo hospital.
A morte do dançarino foi confirmada pelo ex-parceiro de dupla MC Serginho, que também afirmou, assim como David Brazil, que Lacraia estava muito doente e que não sabia o que ele tinha. Conforme Serginho, Lacraia foi vítima de enfisema pulmonar relacionado ao vício em cigarros e bebidas e à má qualidade de sono. Na época, o nome do artista ficou nos trending topics do Twitter como um dos assuntos mais comentados. Celebridades como Solange Gomes e Thalita Lippi também comentaram sobre a morte de Lacraia.
O corpo de Lacraia foi enterrado no dia seguinte no Cemitério de Inhaúma ao som da canção "Eguinha Pocotó", uma das mais conhecidas da parceria com MC Serginho, este que também esteve no velório do artista. Ele foi, além disso, reconhecido por Neno Ferreira, presidente da Associação de Gays de Nova Iguaçu e Mesquita (AGAMIM).
"Lacraia era a madrinha da nossa parada. Mesmo morando no bairro do Jacaré, no Rio de Janeiro, tínhamos muito contato. Ela vai deixar um buraco na nossa luta pelos direitos LGBT. Hoje, se somos respeitados em um baile funk, devemos muito ao trabalho da Lacraia. No dia 28 de agosto, em nossa Parada, faremos uma homenagem a ela"— Neno Ferreira, presidente da Associação de Gays de Nova Iguaçu e Mesquita.

## Discografia
- MC Serginho (2003)[d]